# Luis Miguel Afonso Fernandes
Luis Miguel Afonso Fernandes (6 d'octubre de 1989), conegut com a Pizzi, és un futbolista professional portuguès que juga com a davanter  pel GD Estoril. És internacional amb la selecció portuguesa.
Després d'una reeixida cessió al Paços de Ferreira, va passar tres anys a Espanya amb diversos equips, un total de 74 partits i 12 gols a La Liga. Va jugar cedit al RCD Espanyol la temporada 2013-2014. Després va passar vuit temporades amb el SL Benfica, fent 360 aparicions, marcant 93 gols i guanyant deu títols nacionals, incloent-hi quatre títols de Primeira Liga, tres dels quals consecutius.
Pizzi va debutar amb la selecció portuguesa el 2012 i va formar part de la seva plantilla a la Copa Confederacions 2017 i la Lliga de Nacions de la UEFA 2018–19, guanyant aquest últim torneig.